# 1976 na literatura

## Eventos
- 7 de setembro - Miguel Torga recebe o Grande Prémio Internacional de Poesia de 1976.
- Ana Maria Machado publica Recado do Nome.
- Joe Haldeman conquista o Prémio Hugo com The Forever War.
- José Valente publica Musa Pagã (Versos).

## Nascimentos
| Data           | Nome                     | Profissão                         | Nacionalidade | Observações | Ref |
| -------------- | ------------------------ | --------------------------------- | ------------- | ----------- | --- |
| 4 de julho     | Rodrigo Constantino      | escritor, economista e jornalista | Brasil        |             |     |
| 24 de dezembro | Florencia Abbate         | escritora e jornalista            | Argentina     |             |     |
| ??             | José Maria Vieira Mendes | dramaturgo                        | Portugal      |             |     |

## Mortes
| Data          | Nome               | Profissão                                                                    | Nacionalidade | Observações | Ref |
| ------------- | ------------------ | ---------------------------------------------------------------------------- | ------------- | ----------- | --- |
| 12 de janeiro | Agatha Christie    | escritora                                                                    | Inglaterra    | n. 1890     |     |
| 26 de março   | Lin Yutang         | escritor                                                                     | China         | n. 1895     |     |
| 7 de junho    | Thalma de Oliveira | jornalista, radialista, dramaturgo, autor de telenovelas, poeta e roteirista | Brasil        | n. 1917     |     |
| 5 de julho    | Walter Spalding    | historiador, jornalista e escritor                                           | Brasil        | n. 1901     |     |
|               | V. S. Khandekar    | escritor                                                                     | Índia         | n. 1889     |     |

## Prémios literários
- Nobel de Literatura - Saul Bellow.
- Prémio Machado de Assis - Mario da Silva Brito
- Prémio Hans Christian Andersen - Cecil Bødker